# Світле (Кальміуський район)
Сві́тле — село Старобешівської селищної громади Кальміуського району Донецької області, Україна. Населення становить 171 осіб.

## Географія
Селом тече Балка Карачурина.

## Загальні відомості
Відстань до райцентру становить близько 12 км і проходить автошляхом місцевого значення.
Землі села межують із територією с. Вербова Балка Донецька Донецької області.
Із 2014 р. внесено до переліку населених пунктів на Сході України, на яких тимчасово не діє українська влада.

## Населення
За даними перепису 2001 року населення села становило 171 особу, з них 82,46 % зазначили рідною мову українську та 17,54 %— російську.